# هارولد کیث جانسون
هارولد کیث جانسون (انگلیسی: Harold Keith Johnson; ۲۲ فوریهٔ ۱۹۱۲ – ۲۴ سپتامبر ۱۹۸۳) ژنرال نیروی زمینی ایالات متحده آمریکا بود، که در فاصله سال‌های ۱۹۶۴ تا ۱۹۶۸ به‌عنوان بیست و چهارمین رئیس ستاد نیروی زمینی ایالات متحده آمریکا فعالیت می‌کرد.
جانسون فعالیت نظامی را از سال ۱۹۳۰ در نیروی زمینی آمریکا آغاز کرد، از ۱۹۵۰ تا ۱۹۵۱ فرماندهی هنگ ۸ سواره‌نظام را برعهده داشت، از ۱۹۵۸ تا ۱۹۵۹ به‌عنوان رئیس ستاد ارتش هفتم ایالات متحده فعالیت می‌کرد و از ۱۹۶۰ تا ۱۹۶۳ فرمانده کالج فرماندهی و ستاد نیروی زمینی آمریکا بود.
وی در جنگ جهانی دوم و جنگ کره حضور داشت و سال ۱۹۶۸ از نیروهای مسلح آمریکا بازنشسته شد.